# William Birdwood, 1. Baron Birdwood

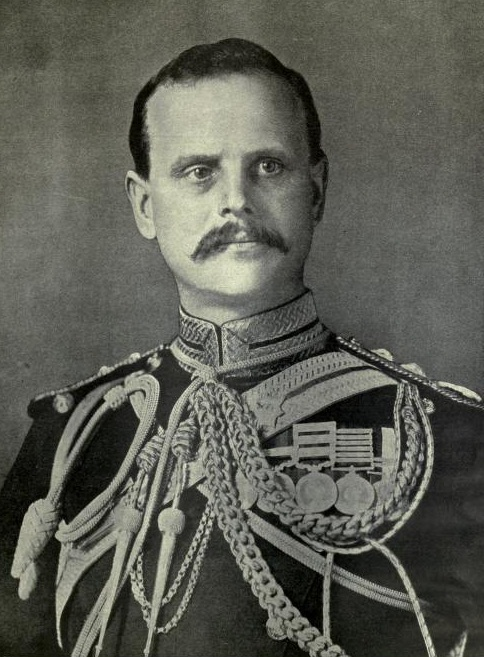
Sir William Birdwood, 1915

William Riddell Birdwood, 1. Baron Birdwood, GCB, GCSI, GCMG, GCVO, CIE, DSO (* 13. September 1865 in Kirkee, Britisch-Indien; † 17. Mai 1951 in Hampton Court Palace, England) war ein britischer Feldmarschall. Er wurde bekannt als Befehlshaber des Australian and New Zealand Army Corps (ANZAC) während des Ersten Weltkriegs und war von 1925 bis 1930 Oberbefehlshaber in Indien.

## Indien und Südafrika
Birdwood wurde in Kirkee, Indien, geboren und besuchte das Clifton College, Bristol. Nach Besuch der Royal Military Academy Sandhurst diente er zunächst kurze Zeit bei der Infanterie, bevor er zu einem Kavallerieregiment der British Indian Army wechselte. Zwischen 1885 und 1899 diente er in Indien unter anderem an der North-West Frontier.
Während des Zweiten Burenkrieges war Birdwood im Stab von Baron Kitchener eingesetzt, zu dem er auch in der Folgezeit ein besonders enges Verhältnis hatte. Birdwood wurde während des Burenkrieges schwer verwundet und fünfmal Mentioned in Despatches.
Nach Ende des Krieges stieg Birdwood in die höchsten Ränge der British Indian Army auf. 1911 wurde er zum Major-General befördert.
1912 wurde er zuständiger Minister für die Britisch-Indische Armee.

## Gallipoli

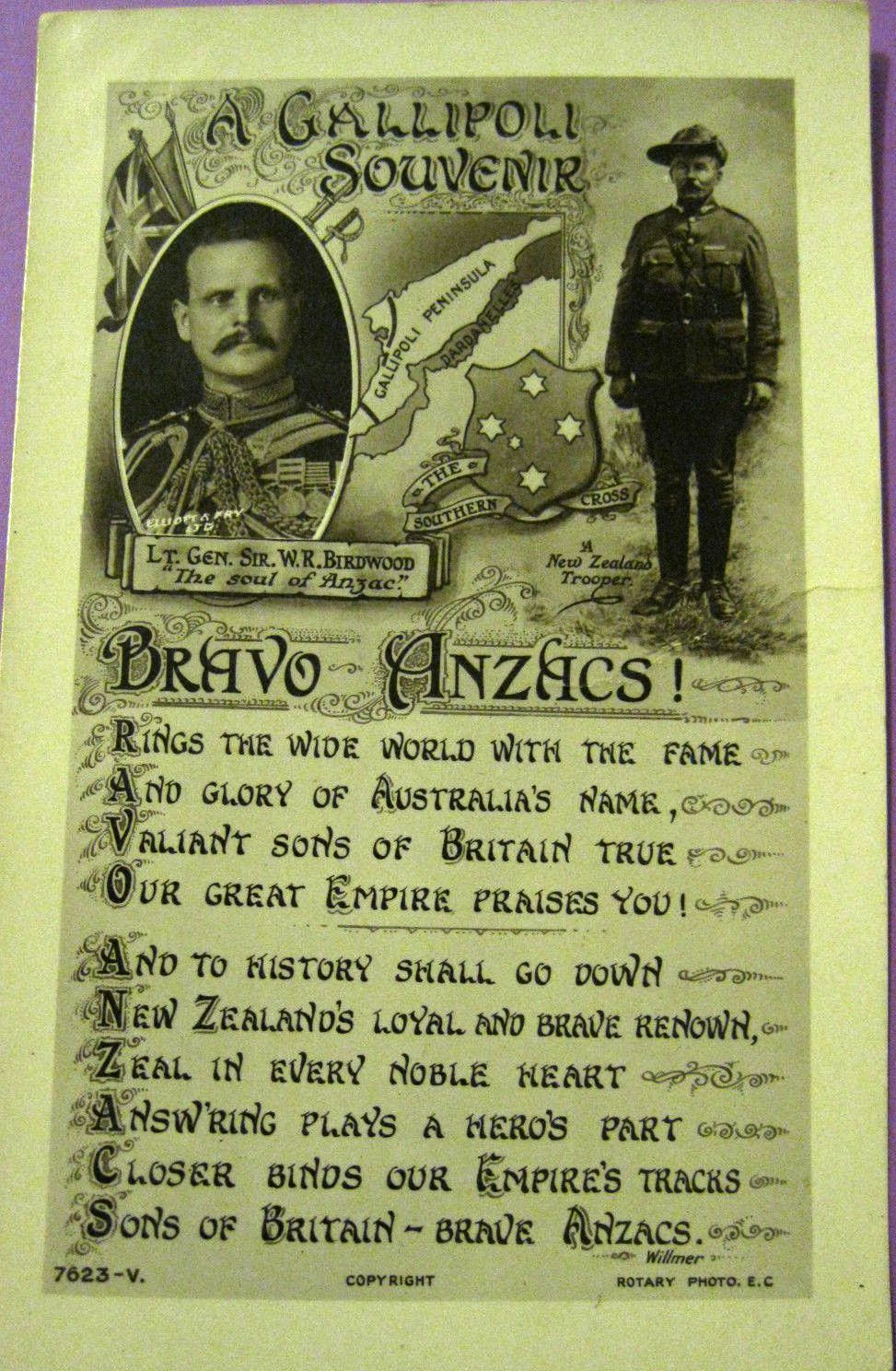
Birdwood auf einer Ansichtskarte – „The soul of Anzac“ (dt. „Die Seele von ANZAC“)

Im November 1914 wurde Birdwood von Kitchener, der inzwischen britischer Kriegsminister war, beauftragt, aus der australischen und neuseeländischen Truppen, die in Ägypten standen, ein Korps zu bilden. Das ANZAC wurde am 25. April 1915 auf der Halbinsel Gallipoli in der ANZAC Cove angelandet. Trotz großer Tapferkeit und Ausdauer gelang den Truppen kein Durchbruch, vielmehr blieben die Landungszonen klein. Birdwood selbst wurde im Mai 1915 am Kopf verwundet, blieb aber bei seinen Truppen. Im Oktober 1915 wurde er zum Lieutenant-General befördert. Er organisierte dann die erfolgreiche Evakuierung der Truppen am 18. Dezember 1915 mit.

## Westfront
Nach Reorganisation der Truppen in Ägypten und mit der am 13. März 1916 beginnenden Einschiffung nach Frankreich, übernahm Birdwood den Befehl über das I. ANZAC-Korps, das erstmals Ende Juli während der Schlacht an der Somme an der Westfront eingesetzt wurde. Sein Einfluss blieb allerdings begrenzt, da er oft von seinem Vorgesetzten, General Hubert Gough, übergangen wurde.
Birdwood wurde im Oktober 1917 zum General befördert, blieb aber entgegen üblichen Gepflogenheiten zunächst Korpskommandeur. Er befehligte aber mit dem Australian Corps das größte Korps an der gesamten Westfront. Am 31. Mai 1918 übernahm Birdwood dann jedoch das Kommando über die 5. Armee. Während der Hunderttageoffensive befreiten Birdwoods Truppen am 18. Oktober die Stadt Lille.

## Nachkriegszeit

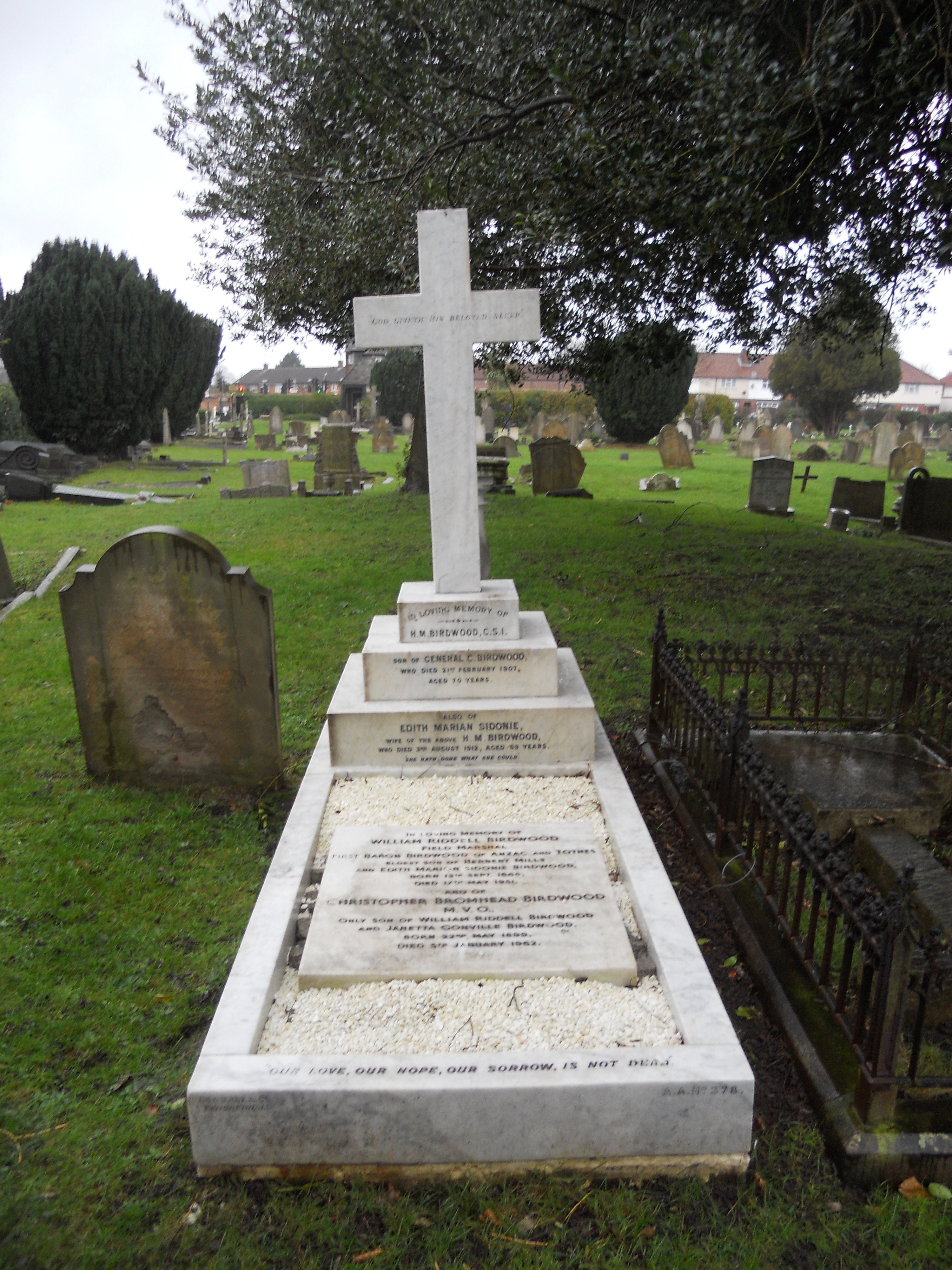
Birdwoods Grab in London

Nachdem er bereits 1915 als Knight Commander des Order of the Star of India in den persönlichen Ritterstand erhoben worden, wurde Birdwood 1919 als Baronet, of Anzac and of Totnes in the County of Devon, eine erbliche Ritterwürde verliehen.
Birdwood diente nach Kriegsende wieder bei der British Indian Army. 1925 wurde er zum Feldmarschall befördert und wurde ihr Oberbefehlshaber. Im Jahre 1930 schied er aus dem aktiven Dienst aus.
Überlegungen, ihn zum Generalgouverneur von Australien zu machen, wurden nicht umgesetzt, weil der australische Labor-Premierminister James Scullin auf dem Australier Sir Isaac Isaacs bestand. Birdwood wurde darauf Master des Colleges Peterhouse der University of Cambridge. Diese Würde gab er 1938 ab und wurde als Baron Birdwood, of Anzac and of Totnes in the County of Devon, zum erblichen Peer erhoben, dadurch automatisch einen Sitz im House of Lords erhaltend.
Birdwood starb 1951 und wurde mit militärischen Ehren beigesetzt.

## Orden und Ehrenzeichen
Birdwood erhielt im Laufe seines Lebens zahlreiche Auszeichnungen. Unter anderem wurde er:
- 1908: Companion des Order of the Indian Empire
- 1908: Distinguished Service Order
- 1915: Knight Commander des Order of the Star of India
- 1915: Knight Commander des Order of St. Michael and St. George
- 1917: Knight Commander des Order of the Bath
- 1919: Knight Grand Cross des Order of St. Michael and St. George
- 1923: Knight Grand Cross des Order of the Bath
- 1930: Knight Grand Cross des Order of the Star of India
- 1937 Knight Grand Cross des Royal Victorian Order

- 1916: Ritter der Ehrenlegion
- 1916, 1919: Croix de guerre
- 1917: Großoffizier des Kronenordens
- 1918: Großoffizier des Ritterordens von Avis
- 1918: Großkreuz des Turm- und Schwertordens
- 1918: Komtur des Nil-Ordens